# Es ist das Heil uns kommen her, BWV 9
Es ist das Heil uns kommen her (BWV 9) ist eine Kirchen-Kantate von Johann Sebastian Bach. Er komponierte die Choralkantate zwischen 1732 und 1735 in Leipzig für den 6. Sonntag nach Trinitatis als Ergänzung zu seinem zweiten Kantatenzyklus.

## Geschichte und Worte
Bach komponierte die Kantate in Leipzig zwischen 1732 und 1735 für den 6. Sonntag nach Trinitatis. Als er 1724 seinen zweiten Kantatenzyklus aus Choralkantaten bildete, war er an diesem Sonntag nicht in Leipzig, sondern in Köthen, daher ergänzte er den Zyklus durch diese späte Kantate. Sie beruht auf dem lutherischen Choral Es ist das Heil uns kommen her von Paul Speratus, der 1524 im Achtliederbuch, dem ersten lutherischen Gesangbuch, erschienen war. Das Thema des Chorals ist eine Zusammenfassung der lutherischen Lehre, wie bereits die erste Strophe zeigt: „Es ist das Heil uns kommen her von Gnad und lauter Güte. Die Werk, die helfen nimmermehr, […] der Glaub sieht Jesum Christum an, […] er ist der Mittler worden.“
Die vorgeschriebenen Lesungen für den Sonntag waren Röm 6,3-11 , „Durch Christi Tod sind wir der Sünde gestorben“, und Mt 5,20–26 , ein Abschnitt aus der Bergpredigt über die bessere Gerechtigkeit gegenüber der Gesetzeserfüllung. Ein unbekannter Textdichter übertrug 12 der 14 Strophen in sieben Kantatensätze, wobei er die erste und letzte Strophe im Wortlaut beibehielt, aus den Strophen 2–4 ein Rezitativ (2) formte, aus den Strophen 5–7 ein zweites (4) und aus den Strophen 9–11 ein drittes (6). Ideen aus Strophe 8 wurden zu einer Arie (5), Satz 3 schließlich ist nicht direkt vom Choral abgeleitet, sondern eine Intensivierung der Schlusszeilen von Satz 2. Die drei Rezitative können als eine Predigt betrachtet werden, die durch die eingeschobenen Arien vertieft wird.
Bereits 1716 hatte Bach die Strophe 12 des Chorals für den Abschluss von Mein Gott, wie lang, ach lange? benutzt, 1723 die Strophen 12 und 11 für den Abschluss der beiden Teile von Ärgre dich, o Seele, nicht, und 1724 Strophe 11 für Wahrlich, wahrlich, ich sage euch.

## Besetzung und Aufbau
Die Kantate ist kammermusikalisch besetzt mit vier Vokalsolisten, Sopran, Alt, Tenor und Bass, vierstimmigem Chor, flauto traverso, Oboe d’amore, zwei Violinen, Viola und Basso continuo.
1. Coro: Es ist das Heil uns kommen her
2. Recitativo (Bass): Gott gab uns ein Gesetz
3. Aria (Tenor): Wir waren schon zu tief gesunken
4. Recitativo (Bass): Doch mußte das Gesetz erfüllet werden
5. Aria (Sopran, Alt): Herr, du siehst statt guter Werke
6. Recitativo (Bass): Wenn wir die Sünd aus dem Gesetz erkennen
7. Choral: Ob sichs anließ, als wollt er nicht

## Musik
Der Eingangschor ist eine Choralphantasie, die Stimmen sind Zeile für Zeile in ein unabhängiges Concerto der Instrumente eingebettet. Der cantus firmus der Choralmelodie liegt in langen Noten im Sopran, während die Unterstimmen imitatorisch geführt sind. Die Besetzung mit Traversflöte und Oboe d’amore ist ungewöhnlich, manchmal löst sich die erste Violine aus dem Streichertutti und nimmt am Concerto teil.
Alle drei Rezitative sind dem Bass anvertraut und wie eine fortgesetzte Predigt gestaltet. Die Rezitative sind secco, mit Ausnahme der letzten Zeile von Satz 4 „... und fest um Jesu Arme schlingt“, die zum innigen Arioso intensiviert ist. Die Tenor-Arie stellt bildlich dar: „Wir waren schon zu tief gesunken“. Alfred Dürr beschreibt: „Abwärtsstrebende Violinfiguren und synkopische Rhythmik malen das taumelnde Versinken im Abgrund der Sünde.“ Das Duett „Herr, du siehst statt guter Werke“ für Sopran und Alt wird durch Flöte, Oboe d’amore und Continuo zum Quintett. Es ist in kunstvoller kanonischer Imitation gesetzt, wirkt jedoch durch seine Melodik spielerisch und gelöst.
Der Schlusschoral ist vierstimmig, jedoch in den Unterstimmen polyphon aufgelockert.

## Einspielungen
LP, CD
- J. S. Bach: Das Kantatenwerk – Sacred Cantatas, Vol. 1. Gustav Leonhardt, King’s College Choir, Leonhardt-Consort, Solist der Regensburger Domspatzen, Paul Esswood, Kurt Equiluz, Max van Egmond. Teldec, 1972.
- Bach Cantatas, Vol. 4 – Sundays after Trinity I. conductor Karl Richter, Münchener Bach-Chor, Münchener Bach-Orchester, Edith Mathis, Julia Hamari, Peter Schreier, Dietrich Fischer-Dieskau. Archiv Produktion, 1977.
- Die Bach Kantate, Vol. 8. Helmuth Rilling, Gächinger Kantorei, Württembergisches Kammerorchester Heilbronn, Ulrike Sonntag, Gabriele Schreckenbach, Adalbert Kraus, Wolfgang Schöne. Hänssler, 1984.
- J. S. Bach: Cantatas BWV 9, 94 & 187. Sigiswald Kuijken, La Petite Bande, Midori Suzuki, Magdalena Kožená, Knut Schoch, Jan van der Crabben. Deutsche Harmonia Mundi, 1999.
- Bach Edition Vol. 14 – Cantatas Vol. 7. Pieter Jan Leusink, Holland Boys Choir, Netherlands Bach Collegium, Marjon Strijk, Sytse Buwalda, Nico van der Meel, Bas Ramselaar. Brilliant Classics, 2000.
- J. S. Bach: Cantatas – Trinity Cantatas 4 – Ansbach/Haddinton, For the 6th Sunday after Trinity – For the 7th Sunday after Trinity. John Eliot Gardiner, Monteverdi Choir, English Baroque Soloists, Joanne Lunn, Michael Chance, James Gilchrist, Stephen Varcoe. Archiv Produktion, 2000.
- J. S. Bach: Complete Cantatas Vol. 20. Ton Koopman, Amsterdam Baroque Orchestra & Choir, Sandrine Piau, Bogna Bartosz, James Gilchrist, Klaus Mertens. Antoine Marchand, 2002.

DVD
- Es ist das Heil uns kommen her. Kantate BWV 9. Rudolf Lutz, Chor und Orchester der J. S. Bach-Stiftung, Julia Doyle, Alex Potter, Charles Daniels, Peter Harvey. Samt Einführungsworkshop sowie musikalische Reflexion von Amandine Beyer. Gallus Media, 2015.[4]